# Triumfetta eriophlebia
Triumfetta eriophlebia är en malvaväxtart som beskrevs av Joseph Dalton Hooker. Triumfetta eriophlebia ingår i släktet triumfettor, och familjen malvaväxter. Inga underarter finns listade i Catalogue of Life.